# Korondi György
Korondi György (Győr, 1936. február 18. – Budapest, 2015. június 30.) Liszt Ferenc-díjas operaénekes (tenor), érdemes művész. Nagy kultúrájú énekes, aki különösen az olasz repertoárban nyújtott kitűnő alakításokat, de oratóriumszólistaként is emlékezetes fellépései voltak. Korondi Anna opera-énekesnő édesapja.

## Élete
Kisgyermek korától énekelt templomi, iskolai és munkahelyi kórusban. Gépipari technikumban tanult, majd vasesztergályosként dolgozott, közben szülővárosa zeneiskolájában tanult énekelni Walter Margitnál és Szabó Miklósnál. A fizikai munkát feladva, 1957-ben Budapestre került, ahol a Bartók Béla Konzervatóriumban Feleki Rezsőnél képezte tovább hangját. 1959-ben felvették a Zeneakadémiára, ahol Rősler Endre lett a mestere. Korondi is azok közé tartozott, akiket Tito Schipa kiválasztott budapesti mesterkurzusára.
Rősler rábeszélése a harmadik évben megszakította akadémiai tanulmányait és az 1962–63-as évadtól a debreceni Csokonai Színházhoz szerződött, ahol első jelentős feladata (immár Korondi néven) Gounod Faustjának címszerepe volt 1962. október 20-án. Az akkor aranykorát élő színházban sorra kapta a főszerepeket. 1964-től rendszeresen vendégszerepelt az Operaházban (Osváth Júlia ajánlotta a pesti vezetők figyelmébe), az 1966–67-es évadtól pedig már a fővárosi társulat tagja lett. Szerződtetett magánénekesként első szerepe Don Ottavio volt Mozart Don Juanjában 1966. szeptember 10-én. Évtizedekig a társulat vezető lírai és spinto tenorja volt, aki főként az olasz és francia romantikus repertoárban működött, de számos barokk vagy kortárs műben is színpadra lépett. Néhány hőstenor szerepet is megformált. 
Operai pályájával párhuzamosan rendszeresen közreműködött oratóriumkoncerteken is, leggyakrabban Kodály Psalmus Hungaricusának zsoltárosaként. Ezt a művet Európa-szerte énekelte. Operaszínpadokon főként Közép- és Kelet-Európában vendégszerepelt. Templomi énekesként egészen idős koráig hallható volt.
Teréz lánya hegedűművész, felesége hegedű- és szolfézstanár. Második lánya Anna énekesművész és énekprofesszor a Berlini Hanns Eisler főiskolán.

## Szerepei
| - Britten: Peter Grimes — Horace Adams - Britten: Albert Herring — Mr. Upfold - Britten: Szentivánéji álom — Lysander - Csajkovszkij: Jevgenyij Anyegin — Lenszkij - Donizetti: Boleyn Anna — Sir Harvey - Donizetti: Lammermoori Lucia — Sir Edgard Ravenswood - Donizetti: Don Pasquale — Ernesto - Gounod: Faust — címszerep - Händel: Rodelinda — Grimwald - Kálmán Imre: A csárdáskirálynő — Edvin - Kodály: Székely fonó — A legény - Lehár Ferenc: A víg özvegy — Camille de Rosillon; Vicomte Cascade - Mascagni: Parasztbecsület — Turiddu - Monteverdi: Odüsszeusz hazatérése — Odüsszeusz; Az Emberi halandóság - Monteverdi: Poppea megkoronázása — Nero - Mozart: Idomeneo, Kréta királya — Idomeneo - Mozart: Don Juan — Don Ottavio - Mozart: A varázsfuvola — Tamino; Első őrtálló; Fiatal pap - Muszorgszkij: Hovanscsina — Vaszilij Golicin herceg - Offenbach: Hoffmann meséi — Hoffmann | - Poldini Ede: Farsangi lakodalom — Kálmán diák - Puccini: Bohémélet — Rodolphe - Puccini: Pillangókisasszony — B. F. Pinkerton; Jamadori herceg - Puccini: Gianni Schicchi — Rinuccio - Puccini: Turandot — Pang; Altoum császár - Rimszkij-Korszakov: Az aranykakas — Az asztrológus - Rossini: A sevillai borbély — Almaviva gróf - Rossini: A török Itáliában — Don Narciso - Johann Strauss d. S.: A denevér — Alfréd - Richard Strauss: Salome — Második zsidó - Szokolay Sándor: Vérnász — A Hold - Szokolay Sándor: Ecce homo — Hadzinikolisz - Verdi: La Traviata — Alfred Germont - Verdi: Álarcosbál — Richard - Verdi: Don Carlos — címszerep - Verdi: Aida — Hírnök - Verdi: Falstaff — Dr. Cajus - Wagner: Tannhäuser... — Walther von der Vogelweide - Wagner: A nürnbergi mesterdalnokok — Kunz Vogelgesang - Wolf-Ferrari: A négy házsártos — Filipeto |

## Díjai
- Liszt Ferenc-díj (1972)
- A Magyar Rádió és Televízió nívódíja (1973. november 16.)
- Érdemes művész (1976)
- A Magyar Állami Operaház örökös tagja (posztumusz, 2015)[4][5]